# Liste der Einträge im National Register of Historic Places im Middlesex County (Massachusetts)

Lage des Middlesex County in Massachusetts

Die Liste der Einträge im National Register of Historic Places im Middlesex County führt alle Bauwerke, National Historic Landmarks und Historic Districts im Middlesex County auf, die in das National Register of Historic Places aufgenommen wurden.
| Gemeinde    | Liste                                                                     | Ältester Eintrag | Jüngster Eintrag | Anzahl Einträge |
| ----------- | ------------------------------------------------------------------------- | ---------------- | ---------------- | --------------- |
| Arlington   | Liste der Einträge im National Register of Historic Places in Arlington   | 7. Okt. 1971     | 18. Jan. 2006    | 64              |
| Cambridge   | Liste der Einträge im National Register of Historic Places in Cambridge   | 15. Okt. 1966    | 18. Jan. 2006    | 206             |
| Concord     | Liste der Einträge im National Register of Historic Places in Concord     | 15. Okt. 1966    | 12. Okt. 2007    | 27              |
| Framingham  | Liste der Einträge im National Register of Historic Places in Framingham  | 17. Jan. 1975    | 4. Dez. 2003     | 17              |
| Lexington   | Liste der Einträge im National Register of Historic Places in Lexington   | 16. Okt. 1966    | 19. Jan. 2016    | 17              |
| Lowell      | Liste der Einträge im National Register of Historic Places in Lowell      | 21. Aug. 1972    | 11. März 2011    | 41              |
| Marlborough | Liste der Einträge im National Register of Historic Places in Marlborough | 9. Mai 1980      | 9. Nov. 2008     | 17              |
| Medford     | Liste der Einträge im National Register of Historic Places in Medford     | 15. Okt. 1966    | 19. Nov. 2009    | 34              |
| Newton      | Liste der Einträge im National Register of Historic Places in Newton      | 4. Juni 1973     | 18. Dez. 2009    | 187             |
| Reading     | Liste der Einträge im National Register of Historic Places in Reading     | 19. Aug. 1975    | 30. Mai 1997     | 90              |
| Sherborn    | Liste der Einträge im National Register of Historic Places in Sherborn    | 3. Jan. 1986     | 9. März 1990     | 25              |
| Somerville  | Liste der Einträge im National Register of Historic Places in Somerville  | 21. Mai 1975     | 19. Nov. 2009    | 83              |
| Stoneham    | Liste der Einträge im National Register of Historic Places in Stoneham    | 13. Apr. 1984    | 26. Mai 2005     | 69              |
| Wakefield   | Liste der Einträge im National Register of Historic Places in Wakefield   | 19. Okt. 1987    | 15. Apr. 2014    | 95              |
| Waltham     | Liste der Einträge im National Register of Historic Places in Waltham     | 30. Dez. 1970    | 18. Jan. 2006    | 109             |
| Weston      | Liste der Einträge im National Register of Historic Places in Weston      | 28. Sep. 1972    | 6. Sep. 2006     | 15              |
| Winchester  | Liste der Einträge im National Register of Historic Places in Winchester  | 2. März 1979     | 19. Nov. 2009    | 70              |

## Legende
| NRHP | Historic Place             |
| NHL  | Historic Landmark          |
| NHLD | Historic Landmark District |
| HD   | Historic District          |

## Aktuelle Einträge
| [ 2 ] | Name                                                 | Bild                                                 | Eintragsdatum                                    | Lage | Ort                                                                                   | Beschreibung                                                                                         |
| ----- | ---------------------------------------------------- | ---------------------------------------------------- | ------------------------------------------------ | --- | ------------------------------------------------------------------------------------- | --- |
| 1     | 1767 Milestones                                      | 1767 Milestones                                      | 7. Apr. 1971 ID-Nr. 85003300 71000084, 85003300  | Entlang der Boston Post Road zwischen Boston und Springfield 42° 21′ 36″ N, 71° 25′ 30″ W                                                               | Sudbury, Cambridge, Wayland                                                           | Die Meilensteine sind über die Countys Suffolk, Norfolk, Worcester und Hampden verteilt.             |
| 2     | 1790 House                                           | 1790 House                                           | 9. Okt. 1974 ID-Nr. 74000381                     | 827 Main St. 42° 30′ 11″ N, 71° 9′ 40″ W | Woburn                                                                                | |
| 3     | Acton Centre Historic District                       | Acton Centre Historic District                       | 10. März 1983 ID-Nr. 83000780                    | Main St., Wood und Woodbur Lanes, Newton, Concord und Nagog Hill Rds. 42° 29′ 11″ N, 71° 25′ 58″ W                                                      | Acton                                                                                 | |
| 4     | Acton High School                                    | Acton High School                                    | 22. Nov. 2011 ID-Nr. 11000854                    | 3 Charter Rd. 42° 28′ 31,7″ N, 71° 27′ 19,8″ W | Acton                                                                                 | |
| 5     | Ashland Dam and Spillway                             | Ashland Dam and Spillway                             | 18. Jan. 1990 ID-Nr. 89002289                    | Innerhalb des Ashland State Park 42° 14′ 46″ N, 71° 27′ 37″ W                                                                                           | Ashland                                                                               | |
| 6     | Ashland Town House                                   | Ashland Town House                                   | 3. März 2004 ID-Nr. 04000120                     | 101 Main St. 42° 15′ 40,3″ N, 71° 27′ 58,1″ W | Ashland                                                                               | |
| 7     | Ayer Main Street Historic District                   | Ayer Main Street Historic District                   | 16. März 1989 ID-Nr. 88000193                    | 42° 33′ 34″ N, 71° 35′ 20″ W | Ayer                                                                                  | |
| 8     | Stephen Bacon House                                  | Stephen Bacon House                                  | 9. März 1990 ID-Nr. 90000174                     | 105 N. Main St. 42° 17′ 30″ N, 71° 21′ 24″ W | Natick                                                                                | |
| 9     | Bacon-Gleason-Blodgett Homestead                     | Bacon-Gleason-Blodgett Homestead                     | 14. Apr. 1977 ID-Nr. 77000166                    | 118 Wilson Rd. 42° 30′ 1″ N, 71° 14′ 51″ W | Bedford                                                                               | |
| 10    | Rev. Stephen Badger House                            | Rev. Stephen Badger House                            | 1. Apr. 1980 ID-Nr. 80000647                     | 87 Eliot St. 42° 16′ 11″ N, 71° 19′ 7″ W | Natick                                                                                | |
| 11    | Loammi Baldwin Mansion                               | Loammi Baldwin Mansion                               | 7. Okt. 1971 ID-Nr. 71000090                     | 2 Alfred St. 42° 30′ 8″ N, 71° 9′ 29″ W | Woburn                                                                                | Wohnhaus von Loammi Baldwin, Architekt des Middlesex Canal                                           |
| 12    | Bedford Center Historic District                     | Bedford Center Historic District                     | 17. Nov. 1977 ID-Nr. 14000327 77000165, 14000327 | 42° 29′ 33″ N, 71° 16′ 52″ W | Bedford                                                                               | Am 13. Juni 2014 erweitert.                                                                          |
| 13    | Bedford Depot                                        | weitere Bilder                                       | 21. Aug. 2003 ID-Nr. 03000791                    | 80 Loomis St. und 120 South Rd. 42° 29′ 9,4″ N, 71° 16′ 33,7″ W                                                                                         | Bedford                                                                               | |
| 14    | Bedford Veterans Administration Hospital District    | weitere Bilder                                       | 28. Nov. 2012 ID-Nr. 12000977                    | 200 Springs Rd. 42° 30′ 18,7″ N, 71° 16′ 14,5″ W | Bedford                                                                               | |
| 15    | Beebe Estate                                         | Beebe Estate                                         | 20. Mai 1981 ID-Nr. 81000116                     | 235 W. Foster St. 42° 27′ 20″ N, 71° 4′ 13″ W | Melrose                                                                               | |
| 16    | Bell Rock Memorial Park                              | Bell Rock Memorial Park                              | 9. Feb. 2001 ID-Nr. 01000086                     | 42° 25′ 13″ N, 71° 4′ 4″ W | Malden                                                                                | |
| 17    | Belmont Railroad Station                             | weitere Bilder                                       | 4. Dez. 1998 ID-Nr. 98001443                     | 1 Common St. 42° 23′ 44,9″ N, 71° 10′ 36,1″ W | Belmont                                                                               | |
| 18    | Bennett-Shattuck House                               | Bennett-Shattuck House                               | 22. Feb. 2006 ID-Nr. 06000061                    | 653 Martins Pond Rd. 42° 37′ 22,1″ N, 71° 32′ 4,9″ W | Groton                                                                                | |
| 19    | John Bickford House                                  | John Bickford House                                  | 9. März 1990 ID-Nr. 90000177                     | 235 Elm St. 42° 34′ 37,9″ N, 71° 4′ 1,9″ W | North Reading                                                                         | |
| 20    | Billerica Mills Historic District                    | Billerica Mills Historic District                    | 10. Nov. 1983 ID-Nr. 83003996                    | 42° 35′ 22,6″ N, 71° 17′ 6,4″ W | Billerica                                                                             | |
| 21    | Billerica Town Common District                       | Billerica Town Common District                       | 14. Aug. 1973 ID-Nr. 73000280                    | 42° 33′ 21,6″ N, 71° 16′ 11,3″ W | Billerica                                                                             | |
| 22    | Bogle-Walker House                                   | Bogle-Walker House                                   | 27. Aug. 1992 ID-Nr. 92001044                    | 55 und 62 Goodman’s Rd. 42° 21′ 54″ N, 71° 24′ 6″ W | Sudbury                                                                               | 2006 abgerissen.                                                                                     |
| 23    | Boutell-Hathorn House                                | Boutell-Hathorn House                                | 27. Okt. 2004 ID-Nr. 04001210                    | 280 Woburn St. 42° 33′ 54″ N, 71° 8′ 47″ W | Wilmington                                                                            | |
| 24    | Gov. George S. Boutwell House                        | Gov. George S. Boutwell House                        | 5. Jan. 2005 ID-Nr. 04001431                     | 172 Main St. 42° 36′ 29″ N, 71° 34′ 17″ W | Groton                                                                                | |
| 25    | Boxborough Old Town Center                           | Boxborough Old Town Center                           | 12. Dez. 2006 ID-Nr. 06001122                    | Hill Rd., Middle Rd., Picnic St. 42° 29′ 46″ N, 71° 31′ 37″ W                                                                                           | Boxborough                                                                            | |
| 26    | Moses Brewer House                                   | Moses Brewer House                                   | 9. März 1990 ID-Nr. 90000184                     | 88 Concord Rd. 42° 22′ 3″ N, 71° 24′ 52″ W | Sudbury                                                                               | |
| 27    | Daniel Brooks House                                  | Daniel Brooks House                                  | 25. Okt. 1973 ID-Nr. 73000293                    | Brooks Rd. E. 42° 26′ 50″ N, 71° 18′ 35″ W | Lincoln                                                                               | |
| 28    | Brookside Historic District                          | Brookside Historic District                          | 23. Jan. 2003 ID-Nr. 02001729                    | 1–44 Brookside, 5 Moore Rd., 1–7 Coolidge Ave. 42° 36′ 36″ N, 71° 24′ 42″ W                                                                             | Westford                                                                              | |
| 29    | Brown-Stow House                                     | Brown-Stow House                                     | 9. März 1990 ID-Nr. 90000182                     | 172 Harvard Rd. 42° 26′ 24″ N, 71° 32′ 12″ W | Stow                                                                                  | |
| 30    | Abraham Browne House                                 | Abraham Browne House                                 | 9. März 1990 ID-Nr. 90000186                     | 562 Main St. 42° 22′ 20″ N, 71° 12′ 3″ W | Watertown                                                                             | |
| 31    | Browne-Masonic Building                              |                                                      | 22. März 2022 ID-Nr. 100007522                   | 126-150 Pleasant St. 42° 25′ 36,5″ N, 71° 4′ 23,2″ W | Malden                                                                                | |
| 32    | Buck’s Corner Historic District                      | Buck’s Corner Historic District                      | 21. Nov. 2003 ID-Nr. 03001209                    | 42° 32′ 52″ N, 71° 9′ 5″ W | Wilmington                                                                            | |
| 33    | Ephraim Buck House                                   | Ephraim Buck House                                   | 9. März 1990 ID-Nr. 90000189                     | 216 Wildwood St. 42° 32′ 49″ N, 71° 9′ 6″ W | Wilmington                                                                            | |
| 34    | Bullard Farm                                         | Bullard Farm                                         | 26. Mai 1995 ID-Nr. 95000710                     | 7 Bullard Ln. 42° 11′ 44″ N, 71° 23′ 17″ W | Holliston                                                                             | |
| 35    | Isaac Bullard House                                  | Isaac Bullard House                                  | 9. März 1990 ID-Nr. 90000171                     | 77 Ashland St. 42° 13′ 42″ N, 71° 26′ 8″ W | Holliston                                                                             | |
| 36    | Butters-Avery House                                  | Butters-Avery House                                  | 3. Juli 2010 ID-Nr. 10000413                     | 165 Chestnut St. 42° 31′ 57″ N, 71° 10′ 34″ W | Wilmington                                                                            | |
| 37    | Casey’s Diner                                        | Casey’s Diner                                        | 22. Sep. 1999 ID-Nr. 99001122                    | 36 South Ave. 42° 17′ 8″ N, 71° 20′ 43″ W | Natick                                                                                | |
| 38    | Cedar Swamp Archeological District                   | Cedar Swamp Archeological District                   | 23. Mai 1988 ID-Nr. 88000587                     | | Hopkinton                                                                             | Erstreckt sich bis in das Worcester County.                                                          |
| 39    | Center School                                        | Center School                                        | 21. Juni 2006 ID-Nr. 06000523                    | 13 Bedford St. 42° 30′ 17″ N, 71° 11′ 46″ W | Burlington                                                                            | |
| 40    | Charles River Reservation Parkways                   | Charles River Reservation Parkways                   | 18. Jan. 2006 ID-Nr. 05001530                    | 42° 21′ 42″ N, 71° 9′ 31″ W | Watertown                                                                             | Erstreckt sich über Cambridge, Newton, Waltham, Weston und Boston.                                   |
| 41    | Chelmsford Center Historic District                  | Chelmsford Center Historic District                  | 20. Feb. 1980 ID-Nr. 80000646                    | MA 4, MA 110 und MA 27 42° 35′ 53″ N, 71° 21′ 15″ W | Chelmsford                                                                            | |
| 42    | Church Street Historic District                      | Church Street Historic District                      | 21. Nov. 2003 ID-Nr. 03001175                    | 72–150 und 117–135 Church St., 4 Central St. 42° 33′ 9″ N, 71° 10′ 7″ W                                                                                 | Wilmington                                                                            | |
| 43    | Clark Houses                                         | Clark Houses                                         | 17. Feb. 1978 ID-Nr. 78000453                    | 74 und 76 W. Central St. 42° 16′ 56″ N, 71° 21′ 25″ W                                                                                                   | Natick                                                                                | |
| 44    | Commanding Officer’s Quarters, Watertown Arsenal     | Commanding Officer’s Quarters, Watertown Arsenal     | 7. Okt. 1976 ID-Nr. 76000279                     | 443 Arsenal St. 42° 21′ 37″ N, 71° 9′ 50″ W | Watertown                                                                             | |
| 45    | Common Burying Ground at Sandy Bank                  | Common Burying Ground at Sandy Bank                  | 27. Aug. 1981 ID-Nr. 81000108                    | Green St. 42° 25′ 3″ N, 71° 4′ 19″ W | Malden                                                                                | |
| 46    | Common Street Cemetery                               |                                                      | 3. Feb. 2022 ID-Nr. 100007387                    | Common St. 42° 22′ 6″ N, 71° 10′ 42″ W | Watertown                                                                             | |
| 47    | Community Memorial Hospital                          | Community Memorial Hospital                          | 14. Mai 2004 ID-Nr. 04000423                     | 15 Winthrop Ave. 42° 33′ 39,7″ N, 71° 34′ 50″ W | Ayer                                                                                  | |
| 48    | Converse Memorial Building                           | weitere Bilder                                       | 5. Sep. 1985 ID-Nr. 85002014                     | 36 Salem St. 42° 25′ 39″ N, 71° 3′ 59″ W | Malden                                                                                | |
| 49    | Coolidge School                                      | Coolidge School                                      | 25. Feb. 2009 ID-Nr. 09000055                    | 319 Arlington St. 42° 22′ 23,3″ N, 71° 9′ 27,3″ W | Watertown                                                                             | |
| 50    | Charles A. Daniels School                            | Charles A. Daniels School                            | 6. Jan. 1987 ID-Nr. 86003562                     | Daniels St. 42° 25′ 44″ N, 71° 3′ 13″ W | Malden                                                                                | |
| 51    | Isaac Davis Trail                                    | Isaac Davis Trail                                    | 11. Apr. 1972 ID-Nr. 72001347                    | 42° 28′ 48″ N, 71° 23′ 57,1″ W | Acton                                                                                 | |
| 52    | District 7 School                                    | District 7 School                                    | 29. Jan. 2008 ID-Nr. 07001487                    | 366 Chicopee Row 42° 37′ 54,1″ N, 71° 32′ 53,9″ W | Groton                                                                                | |
| 53    | Dunstable Center Historic District                   |                                                      | 5. Nov. 2018 ID-Nr. 100003069                    | High, Highland, Main & Pleasant Sts. 42° 40′ 28,1″ N, 71° 28′ 56,3″ W                                                                                   | Dunstable                                                                             | |
| 54    | Dunstable Town Hall                                  | Dunstable Town Hall                                  | 12. Mai 1999 ID-Nr. 99000557                     | 511 Main St. 42° 40′ 35″ N, 71° 29′ 10″ W | Dunstable                                                                             | |
| 55    | Dutton–Holden Homestead                              | Dutton–Holden Homestead                              | 29. März 2001 ID-Nr. 01000307                    | 28 Pond St. 42° 33′ 56,2″ N, 71° 15′ 51,8″ W | Billerica                                                                             | |
| 56    | East Holliston Historic District                     | East Holliston Historic District                     | 14. Juni 2002 ID-Nr. 02000636                    | Washington, Baker, Curve, Woodland St., Quail Run 42° 12′ 50″ N, 71° 25′ 14,2″ W                                                                        | Holliston                                                                             | |
| 57    | Exchange Hall                                        | Exchange Hall                                        | 13. Juni 1986 ID-Nr. 86001327                    | Quimby Sq. an der School St. 42° 27′ 38,5″ N, 71° 27′ 15,8″ W                                                                                           | Acton                                                                                 | |
| 58    | Fairview Cemetery                                    | Fairview Cemetery                                    | 12. Jan. 2005 ID-Nr. 04001472                    | Main St. 42° 35′ 12,8″ N, 71° 25′ 14,9″ W | Westford                                                                              | |
| 59    | Farley-Hutchinson-Kimball House                      | Farley-Hutchinson-Kimball House                      | 27. März 2012 ID-Nr. 12000151                    | 461A & 463 North Rd. 42° 31′ 26″ N, 71° 17′ 7,4″ W | Bedford                                                                               | |
| 60    | Faulkner Homestead                                   | Faulkner Homestead                                   | 16. Dez. 1971 ID-Nr. 71000080                    | 5 High St. 42° 27′ 32″ N, 71° 27′ 14″ W | Acton                                                                                 | |
| 61    | Fells Connector Parkways                             | Fells Connector Parkways                             | 9. Mai 2003 ID-Nr. 03000379                      | 42° 24′ 54,3″ N, 71° 5′ 3,3″ W | Malden und Medford                                                                    | |
| 62    | Fellsmere Park Parkways                              | Fellsmere Park Parkways                              | 9. Mai 2003 ID-Nr. 03000381                      | W. Border Rd, Boundary Rd. 42° 25′ 41,1″ N, 71° 5′ 11,9″ W                                                                                              | Malden                                                                                | |
| 63    | Felton Street School                                 | Felton Street School                                 | 27. Feb. 1986 ID-Nr. 86000275                    | 20 Felton St. 42° 23′ 33″ N, 71° 34′ 12″ W | Hudson                                                                                | |
| 64    | First Burial Ground                                  | First Burial Ground                                  | 13. Nov. 2004 ID-Nr. 04001222                    | Park St. near Centre St. 42° 28′ 54″ N, 71° 9′ 11″ W | Woburn                                                                                | |
| 65    | First Congregational Church in Woburn                | First Congregational Church in Woburn                | 6. Jan. 1992 ID-Nr. 91001898                     | 322 Main St. 42° 28′ 43″ N, 71° 9′ 9″ W | Woburn                                                                                | |
| 66    | First Parish Church of Groton                        | weitere Bilder                                       | 16. März 2021 ID-Nr. 100005275                   | 1 Powderhouse Rd. 42° 36′ 20″ N, 71° 34′ 2″ W | Groton                                                                                | |
| 67    | Fiske House                                          | Fiske House                                          | 9. Dez. 1977 ID-Nr. 77000171                     | 1 Billerica Rd. 42° 35′ 47″ N, 71° 21′ 6″ W | Chelmsford                                                                            | |
| 68    | Henry Fletcher House                                 | Henry Fletcher House                                 | 30. Sep. 1993 ID-Nr. 93000010                    | 224 Concord Rd. 42° 33′ 4″ N, 71° 25′ 39″ W | Westford                                                                              | |
| 69    | Flint House                                          | Flint House                                          | 25. Juli 2003 ID-Nr. 03000684                    | 28 Lexington Rd. 42° 25′ 44″ N, 71° 17′ 46″ W | Lincoln                                                                               | |
| 70    | Forge Village Historic District                      | Forge Village Historic District                      | 2. Mai 2002 ID-Nr. 02000430                      | 42° 34′ 51″ N, 71° 28′ 58″ W | Westford                                                                              | |
| 71    | Fort Devens Historic District                        | Fort Devens Historic District                        | 10. Juni 1993 ID-Nr. 93000437                    | 42° 32′ 46″ N, 71° 36′ 46,1″ W | Ayer                                                                                  | Erstreckt sich bis nach Harvard im Worcester County.                                                 |
| 72    | Edmund Fowle House                                   | Edmund Fowle House                                   | 11. Nov. 1977 ID-Nr. 77000189                    | 26–28 Marshall St. 42° 22′ 6″ N, 71° 10′ 51″ W | Watertown                                                                             | |
| 73    | Glenwood Cemetery                                    | Glenwood Cemetery                                    | 12. Mai 2004 ID-Nr. 04000425                     | 42° 25′ 27,8″ N, 71° 26′ 53,5″ W | Maynard                                                                               | |
| 74    | Goodale Homestead                                    | Goodale Homestead                                    | 21. Jan. 1975 ID-Nr. 75000260                    | 100 Chestnut St. 42° 22′ 46″ N, 71° 30′ 14″ W | Hudson                                                                                | |
| 75    | Goodnow Library                                      | Goodnow Library                                      | 22. Mai 2002 ID-Nr. 02000549                     | 21 Concord Rd. 42° 21′ 47″ N, 71° 25′ 2″ W | Sudbury                                                                               | |
| 76    | Gowing-Sheldon Historic District                     | Gowing-Sheldon Historic District                     | 21. Nov. 2003 ID-Nr. 03001176                    | 642 und 643 Woburn St. 42° 32′ 30″ N, 71° 9′ 1″ W | Wilmington                                                                            | |
| 77    | The Grange                                           | weitere Bilder                                       | 18. Apr. 1974 ID-Nr. 74000373                    | Codman Rd. 42° 25′ 2″ N, 71° 19′ 52″ W | Lincoln                                                                               | Erweitert am 28. Mai 1976.                                                                           |
| 78    | Graniteville Historic District                       | Graniteville Historic District                       | 17. Jan. 2002 ID-Nr. 01001467                    | 42° 35′ 42″ N, 71° 28′ 12″ W | Westford                                                                              | |
| 79    | Gropius House                                        | weitere Bilder                                       | 16. Mai 2000 ID-Nr. 00000709                     | 68 Baker Bridge Rd. 42° 25′ 37″ N, 71° 19′ 37″ W | Lincoln                                                                               | |
| 80    | Groton High School                                   | Groton High School                                   | 2. März 2010 ID-Nr. 10000057                     | 145 Main St. 42° 36′ 25,5″ N, 71° 34′ 11,1″ W | Groton                                                                                | |
| 81    | Groton Inn                                           | Groton Inn                                           | 3. Aug. 1976 ID-Nr. 76000241                     | Main St. 42° 36′ 24″ N, 71° 34′ 7″ W | Groton                                                                                | 2011 durch ein Feuer zerstört.                                                                       |
| 82    | Groton Leatherboard Company                          | Groton Leatherboard Company                          | 18. Apr. 2002 ID-Nr. 02000378                    | 6 W. Main St. 42° 36′ 7,9″ N, 71° 37′ 39″ W | Groton                                                                                | |
| 83    | Hapgood House                                        | Hapgood House                                        | 9. März 1990 ID-Nr. 90000180                     | 76 Treaty Elm Ln. 42° 25′ 14″ N, 71° 30′ 35″ W | Stow                                                                                  | |
| 84    | Harnden Tavern                                       | Harnden Tavern                                       | 8. Apr. 1975 ID-Nr. 75000293                     | 430 Salem St. 42° 34′ 46″ N, 71° 8′ 52″ W | Wilmington                                                                            | Heute Standort des Wilmington Town Museum.                                                           |
| 85    | Wilbur Fiske Haven House                             | Wilbur Fiske Haven House                             | 17. Dez. 1992 ID-Nr. 92001659                    | 339 Pleasant St. 42° 25′ 40″ N, 71° 4′ 35″ W | Malden                                                                                | |
| 86    | Henry Higginson House                                | Henry Higginson House                                | 26. Mai 2005 ID-Nr. 05000468                     | 44 Baker Farm Rd. 42° 26′ 3″ N, 71° 19′ 42″ W | Lincoln                                                                               | |
| 87    | High Street Historic District                        | High Street Historic District                        | 21. Nov. 2003 ID-Nr. 03001177                    | 42° 34′ 21″ N, 71° 9′ 11″ W | Wilmington                                                                            | |
| 88    | Hildreth-Robbins House                               | Hildreth-Robbins House                               | 29. Nov. 2006 ID-Nr. 06001090                    | 19 Maple Rd. 42° 34′ 18″ N, 71° 22′ 48″ W | Chelmsford                                                                            | |
| 89    | Abraham Hill House                                   | Abraham Hill House                                   | 9. März 1990 ID-Nr. 90000164                     | 388 Pleasant St. 42° 24′ 10″ N, 71° 10′ 6″ W | Belmont                                                                               | |
| 90    | Deacon Samuel Hill House                             | Deacon Samuel Hill House                             | 9. März 1990 ID-Nr. 90000165                     | 33 Riverhurst Rd. 42° 32′ 10″ N, 71° 18′ 12″ W | Billerica                                                                             | |
| 91    | Hillside Cemetery                                    | Hillside Cemetery                                    | 6. Dez. 2005 ID-Nr. 05001373                     | Depot und Nutting Rds. 42° 36′ 26,3″ N, 71° 26′ 39,7″ W                                                                                                 | Westford                                                                              | |
| 92    | Hoar Tavern                                          | Hoar Tavern                                          | 23. Juli 1973 ID-Nr. 73000301                    | 42° 26′ 8″ N, 71° 16′ 35,9″ W | Lincoln                                                                               | |
| 93    | Thomas Hollis Historic District                      | Thomas Hollis Historic District                      | 30. Okt. 1989 ID-Nr. 89001786                    | Washington St. von der Winter bis zur Highland Sts. 42° 11′ 42″ N, 71° 26′ 0″ W                                                                         | Holliston                                                                             | |
| 94    | Hopestill Bent Tavern                                | Hopestill Bent Tavern                                | 9. März 1990 ID-Nr. 90000188                     | 252 Old Connecticut Path 42° 20′ 30″ N, 71° 22′ 14″ W                                                                                                   | Wayland                                                                               | |
| 95    | Hopkinton Dam and Spillway                           | Hopkinton Dam and Spillway                           | 18. Jan. 1990 ID-Nr. 89002288                    | Innerhalb des Hopkinton State Park 42° 15′ 25″ N, 71° 30′ 40″ W                                                                                         | Ashland                                                                               | |
| 96    | Hopkinton Supply Co. Building                        | Hopkinton Supply Co. Building                        | 10. März 1983 ID-Nr. 83000810                    | 26–28 Main St. 42° 13′ 43″ N, 71° 31′ 16″ W | Hopkinton                                                                             | |
| 97    | Jonathan and Simon Hosmer House                      | Jonathan and Simon Hosmer House                      | 2. Mai 2002 ID-Nr. 02000432                      | 300 Main St. 42° 28′ 36,3″ N, 71° 27′ 4,1″ W | Acton                                                                                 | |
| 98    | Houghton Memorial Building                           | Houghton Memorial Building                           | 18. März 1991 ID-Nr. 91000242                    | 4 Rogers St. 42° 32′ 20″ N, 71° 29′ 3″ W | Littleton                                                                             | |
| 99    | Howe School                                          | Howe School                                          | 11. Juni 2002 ID-Nr. 02000634                    | 390 Boston Rd. 42° 33′ 43,2″ N, 71° 16′ 10,8″ W | Billerica                                                                             | |
| 100   | Oliver Hutchins House                                | Oliver Hutchins House                                | 5. Sep. 1985 ID-Nr. 85002013                     | 79 Elm St. 42° 33′ 25″ N, 71° 22′ 52″ W | Chelmsford                                                                            | |
| 101   | Hydrant No. 3 House                                  | Hydrant No. 3 House                                  | 6. März 2000 ID-Nr. 00000113                     | Washington St. 42° 11′ 0″ N, 71° 26′ 41″ W | Holliston                                                                             | Lokal auch als Metcalf Pump House bezeichnet.                                                        |
| 102   | Jack’s Diner                                         | Jack’s Diner                                         | 22. Nov. 2000 ID-Nr. 00001340                    | 901 Main St. 42° 30′ 31″ N, 71° 9′ 39″ W | Woburn                                                                                | |
| 103   | Robert Jenison House                                 | Robert Jenison House                                 | 6. Sep. 1978 ID-Nr. 78000456                     | 1 Frost Road 42° 19′ 21″ N, 71° 20′ 9″ W | Natick                                                                                | |
| 104   | John Eliot Historic District                         | John Eliot Historic District                         | 23. Juni 1983 ID-Nr. 83000812                    | Eliot, Pleasant und Auburn Sts. 42° 16′ 20″ N, 71° 18′ 56″ W                                                                                            | Natick                                                                                | |
| 105   | Jones Tavern                                         | Jones Tavern                                         | 13. Juni 1986 ID-Nr. 86001333                    | 128 Main St. 42° 27′ 38″ N, 71° 27′ 21″ W | Acton                                                                                 | |
| 106   | Colonel Timothy Jones House                          | Colonel Timothy Jones House                          | 9. Sep. 2021 ID-Nr. 100006594                    | 231 Concord Rd. 42° 29′ 3″ N, 71° 17′ 57″ W | Bedford                                                                               | |
| 107   | Jonathon Keyes Sr. House                             |                                                      | 3. Dez. 2019 ID-Nr. 100004051                    | 16 Frances Hill Rd. 42° 36′ 10,6″ N, 71° 24′ 23,3″ W | Westford                                                                              | |
| 108   | David Lane House                                     | David Lane House                                     | 2. Apr. 1980 ID-Nr. 80000644                     | 137 North Rd. 42° 30′ 8″ N, 71° 17′ 5″ W | Bedford                                                                               | |
| 109   | Job Lane House                                       | Job Lane House                                       | 8. Mai 1973 ID-Nr. 73000278                      | 295 North St. 42° 30′ 46″ N, 71° 17′ 4″ W | Bedford                                                                               | |
| 110   | Larrabee’s Brick Block                               | Larrabee’s Brick Block                               | 29. März 1984 ID-Nr. 84002729                    | 500–504 Main St. 42° 27′ 20″ N, 71° 3′ 57″ W | Melrose                                                                               | |
| 111   | Lincoln Center Historic District                     | Lincoln Center Historic District                     | 18. Juli 1985 ID-Nr. 85001604                    | Bedford, Lincoln, Old Lexington, Sandy Pond, Trapelo und Weston Rds. 42° 25′ 32″ N, 71° 18′ 56″ W                                                       | Lincoln                                                                               | |
| 112   | Lynn Fells Parkway                                   | Lynn Fells Parkway                                   | 9. Mai 2003 ID-Nr. 03000380                      | Lynn Fells Parkway 42° 28′ 5,1″ N, 71° 2′ 58″ W | Melrose                                                                               | Erstreckt sich bis nach Saugus im Essex County.                                                      |
| 113   | Manning Manse                                        | Manning Manse                                        | 11. Aug. 1982 ID-Nr. 82001912                    | 56 Chelmsford Rd. 42° 35′ 3″ N, 71° 18′ 7″ W | Billerica                                                                             | |
| 114   | Marcia Browne Junior High School                     | Marcia Browne Junior High School                     | 2. Nov. 2000 ID-Nr. 00001273                     | 295 Broadway 42° 25′ 59″ N, 71° 2′ 22″ W | Malden                                                                                | |
| 115   | McCune Site                                          | McCune Site                                          | 23. Jan. 1986 ID-Nr. 86000115                    | Der genaue Standort wird nicht veröffentlicht. | Lincoln                                                                               | Prähistorische archäologische Ausgrabung.                                                            |
| 116   | McLean Hospital National Register District           | McLean Hospital National Register District           | 23. Jan. 2003 ID-Nr. 02001733                    | 115 Mill St. 42° 23′ 35″ N, 71° 11′ 28,9″ W | Belmont                                                                               | |
| 117   | Meeting House of the Second Parish in Woburn         | Meeting House of the Second Parish in Woburn         | 9. März 1990 ID-Nr. 90000167                     | 12 Lexington St. 42° 30′ 26″ N, 71° 4′ 39″ W | Burlington                                                                            | |
| 118   | Melrose Public Library                               | Melrose Public Library                               | 23. Juni 1988 ID-Nr. 88000909                    | 63 W. Emerson St. 42° 27′ 33″ N, 71° 4′ 2″ W | Melrose                                                                               | |
| 119   | Melrose Town Center Historic District                | Melrose Town Center Historic District                | 1. Apr. 1982 ID-Nr. 82002744                     | Main St. 42° 27′ 26″ N, 71° 3′ 52″ W | Melrose                                                                               | |
| 120   | Metropolitan State Hospital                          | Metropolitan State Hospital                          | 21. Jan. 1994 ID-Nr. 93001482                    | 475 Trapelo Rd. 42° 24′ 14″ N, 71° 12′ 40″ W | Belmont, Waltham, Lexington                                                           | |
| 121   | Middlesex Canal                                      | Middlesex Canal                                      | 21. Aug. 1972 ID-Nr. 72000117                    | 42° 33′ 40″ N, 71° 14′ 9″ W | Billerica, Chelmsford, Lowell, Wilmington und Woburn                                  | Dieser Eintrag umfasst lediglich noch existierende Teilstücke des Kanals zwischen Lowell und Woburn. |
| 122   | Middlesex Canal Historic and Archaeological District | Middlesex Canal Historic and Archaeological District | 19. Nov. 2009 ID-Nr. 09000936                    | | Billerica, Chelmsford, Lowell, Medford, Somerville, Wilmington, Winchester und Woburn | Dieser Eintrag umfasst die gesamten historischen Ausmaße des Kanals.                                 |
| 123   | Middlesex Fells Reservation Parkways                 | Middlesex Fells Reservation Parkways                 | 4. Feb. 2003 ID-Nr. 02001749                     | E. Border Rd., Fellsway E., Fellsway W., Hillcrest Parkway, South St., Pond St., S. Border Rd., Ravine Rd. und Woodland Rd. 42° 26′ 43″ N, 71° 6′ 10″ W | Malden, Melrose, Medford, Stoneham und Winchester                                     | |
| 124   | Col. Adelbert Mossman House                          | Col. Adelbert Mossman House                          | 30. Sep. 1982 ID-Nr. 82001904                    | 76 Park St. 42° 23′ 8″ N, 71° 34′ 30″ W | Hudson                                                                                | |
| 125   | Natick Center Historic District                      | Natick Center Historic District                      | 16. Dez. 1977 ID-Nr. 77000186                    | North Ave., Main, Central und Summer Sts. 42° 17′ 4″ N, 71° 20′ 53″ W                                                                                   | Natick                                                                                | |
| 126   | North Acton Cemetery                                 |                                                      | 15. Aug. 2019 ID-Nr. 100004269                   | Carlisle Rd. & North St. 42° 31′ 24,5″ N, 71° 24′ 2,7″ W                                                                                                | Acton                                                                                 | |
| 127   | North Town Hall                                      | North Town Hall                                      | 13. Okt. 2015 ID-Nr. 15000732                    | 31 Princeton St. 42° 38′ 15″ N, 71° 22′ 53,8″ W | Chelmsford                                                                            | |
| 128   | Noyes-Parris House                                   | Noyes-Parris House                                   | 9. März 1990 ID-Nr. 90000187                     | 196 Old Connecticut Path 42° 20′ 56″ N, 71° 21′ 43″ W                                                                                                   | Wayland                                                                               | |
| 129   | Odd Fellows Building                                 | Odd Fellows Building                                 | 22. Dez. 1988 ID-Nr. 87002564                    | 442 Main St. 42° 25′ 37″ N, 71° 4′ 4″ W | Malden                                                                                | |
| 130   | Old Billerica Road Historic District                 | Old Billerica Road Historic District                 | 11. Juli 2007 ID-Nr. 07000681                    | 229–301 Old Billerica Rd. 42° 28′ 53″ N, 71° 5′ 48″ W                                                                                                   | Bedford                                                                               | |
| 131   | Old Burying Ground                                   | Old Burying Ground                                   | 5. Feb. 2002 ID-Nr. 01001560                     | 42° 32′ 43″ N, 71° 28′ 44″ W | Littleton                                                                             | |
| 132   | Old Burying Ground                                   |                                                      | 3. Feb. 2022 ID-Nr. 100007388                    | 42° 22′ 17″ N, 71° 9′ 21″ W | Watertown                                                                             | |
| 133   | Old Chelmsford Garrison House Complex                | Old Chelmsford Garrison House Complex                | 8. Mai 1973 ID-Nr. 73000289                      | 105 Garrison Rd. 42° 34′ 42″ N, 71° 23′ 30″ W | Chelmsford                                                                            | |
| 134   | Old Town Bridge                                      | Old Town Bridge                                      | 2. Mai 1975 ID-Nr. 75000292                      | North of Wayland on MA 27 42° 22′ 31″ N, 71° 22′ 49″ W                                                                                                  | Wayland                                                                               | |
| 135   | Old Town Hall                                        | Old Town Hall                                        | 2. Feb. 2005 ID-Nr. 04001574                     | 10 Kendal Rd. 42° 40′ 32″ N, 71° 25′ 29″ W | Tyngsborough                                                                          | |
| 136   | Christopher Page House                               | Christopher Page House                               | 9. März 1990 ID-Nr. 90000163                     | 2 Meyers Ln. 42° 29′ 47″ N, 71° 15′ 31,7″ W | Bedford                                                                               | |
| 137   | Nathaniel Page House                                 | Nathaniel Page House                                 | 29. März 1978 ID-Nr. 78000433                    | 89 Page Rd. 42° 29′ 37″ N, 71° 15′ 48″ W | Bedford                                                                               | |
| 138   | Parker Village Historic District                     | Parker Village Historic District                     | 27. Dez. 2002 ID-Nr. 02001613                    | Concord, Carlisle, Old Lowell und Griffin Rds. 42° 32′ 56″ N, 71° 25′ 0,8″ W                                                                            | Westford                                                                              | |
| 139   | James Parker House                                   | James Parker House                                   | 25. Feb. 1988 ID-Nr. 88000163                    | R.R. 1, Box 30 Center Rd. 42° 33′ 36″ N, 71° 39′ 32″ W                                                                                                  | Shirley                                                                               | |
| 140   | The Parsonage                                        | weitere Bilder                                       | 11. Nov. 1971 ID-Nr. 71000903                    | 16 Pleasant St. 42° 16′ 14,9″ N, 71° 18′ 54″ W | Natick                                                                                | |
| 141   | Pepperell Center Historic District                   | Pepperell Center Historic District                   | 5. Aug. 1994 ID-Nr. 94000812                     | 42° 40′ 0,8″ N, 71° 35′ 55″ W | Pepperell                                                                             | |
| 142   | Pleasant Street Historic District                    | Pleasant Street Historic District                    | 12. Juni 1979 ID-Nr. 79000353                    | 42° 23′ 53,9″ N, 71° 10′ 36,1″ W | Belmont                                                                               | |
| 143   | Pleasant Street School                               | Pleasant Street School                               | 23. Jan. 1986 ID-Nr. 86000094                    | Pleasant St. 42° 33′ 51,1″ N, 71° 35′ 15″ W | Ayer                                                                                  | |
| 144   | Miles Pratt House                                    | Miles Pratt House                                    | 9. Mai 1985 ID-Nr. 85000980                      | 106 Mt. Auburn St. 42° 22′ 3″ N, 71° 10′ 49,1″ W | Watertown                                                                             | |
| 145   | John Proctor House                                   | John Proctor House                                   | 4. Feb. 1993 ID-Nr. 93000011                     | 218 Concord Rd. 42° 33′ 6,8″ N, 71° 25′ 44″ W | Westford                                                                              | |
| 146   | Reeves Tavern                                        | Reeves Tavern                                        | 15. Nov. 2016 ID-Nr. 16000770                    | 126 Old Connecticut Path 42° 21′ 7,7″ N, 71° 21′ 8,7″ W                                                                                                 | Wayland                                                                               | |
| 147   | Rev. Daniel Putnam House                             | Rev. Daniel Putnam House                             | 9. März 1990 ID-Nr. 90000176                     | 27 Bow St. 42° 34′ 27,1″ N, 71° 4′ 40,1″ W | North Reading                                                                         | |
| 148   | Randall-Hale Homestead                               | Randall-Hale Homestead                               | 22. März 1996 ID-Nr. 96000277                    | 6 Sudbury Rd. 42° 24′ 28″ N, 71° 31′ 26″ W | Stow                                                                                  | |
| 149   | Red Top                                              | Red Top                                              | 11. Nov. 1971 ID-Nr. 71000911                    | 90 Somerset St. 42° 24′ 1″ N, 71° 10′ 46″ W | Belmont                                                                               | |
| 150   | Reed-Wood Place                                      | Reed-Wood Place                                      | 14. Sep. 2000 ID-Nr. 00001071                    | 20 Meetinghouse Rd. 42° 32′ 47″ N, 71° 28′ 20″ W | Littleton                                                                             | |
| 151   | Revere Beach Parkway                                 | Revere Beach Parkway                                 | 6. Dez. 2007 ID-Nr. 07001241                     | Revere Beach Pkwy 42° 24′ 15,8″ N, 71° 1′ 49,3″ W | Everett, Medford und Chelsea                                                          | |
| 152   | George Robbins House                                 | George Robbins House                                 | 9. März 1990 ID-Nr. 90000168                     | 523 Curve St. 42° 33′ 11″ N, 71° 21′ 5″ W | Carlisle                                                                              | |
| 153   | John Robbins House                                   | John Robbins House                                   | 25. Juli 2003 ID-Nr. 03000682                    | 144 Great Rd. 42° 28′ 58,6″ N, 71° 24′ 57,4″ W | Acton                                                                                 | |
| 154   | Count Rumford Birthplace                             | weitere Bilder                                       | 15. Mai 1975 ID-Nr. 75001942                     | 90 Elm St. 42° 28′ 45″ N, 71° 8′ 50″ W | Woburn                                                                                | |
| 155   | Russian Cemetery                                     | Russian Cemetery                                     | 25. Nov. 2005 ID-Nr. 05001324                    | Patten Rd. 42° 34′ 41″ N, 71° 28′ 17″ W | Westford                                                                              | |
| 156   | Sabbath Day House                                    | Sabbath Day House                                    | 14. Aug. 1973 ID-Nr. 73000285                    | 20 Andover Rd. 42° 33′ 39″ N, 71° 16′ 3″ W | Billerica                                                                             | |
| 157   | Sandy Pond School                                    | Sandy Pond School                                    | 8. Mai 2017 ID-Nr. 100000971                     | 150 Sandy Pond Rd. 42° 33′ 35,2″ N, 71° 32′ 40″ W | Ayer                                                                                  | |
| 158   | St. Paul’s Parish Church                             | St. Paul’s Parish Church                             | 28. Sep. 2001 ID-Nr. 01001199                    | 26 Washington St. 42° 25′ 54″ N, 71° 4′ 37″ W | Malden                                                                                | |
| 159   | Shawsheen Cemetery                                   | Shawsheen Cemetery                                   | 12. Juni 2007 ID-Nr. 07000547                    | Great Rd. und Shawsheen Rd. 42° 29′ 8″ N, 71° 15′ 33,2″ W                                                                                               | Bedford                                                                               | |
| 160   | Shirley Center Historic District                     | Shirley Center Historic District                     | 1. Sep. 1988 ID-Nr. 88001454                     | Brown, Center, Horsepond, Parker und Whitney Rds. 42° 34′ 18″ N, 71° 39′ 3″ W                                                                           | Shirley                                                                               | |
| 161   | Shirley Shaker Village                               | Shirley Shaker Village                               | 24. Mai 1976 ID-Nr. 76000271                     | 42° 31′ 35″ N, 71° 39′ 6″ W | Shirley                                                                               | Erstreckt sich bis nach Lancaster im Worcester County.                                               |
| 162   | Shirley Village Historic District                    | Shirley Village Historic District                    | 23. Jan. 1992 ID-Nr. 91001958                    | 42° 32′ 33″ N, 71° 39′ 7″ W | Shirley                                                                               | |
| 163   | Zeb Spaulding House                                  | Zeb Spaulding House                                  | 9. März 1990 ID-Nr. 90000169                     | 1044 Lowell Rd. 42° 33′ 25″ N, 71° 21′ 13″ W | Carlisle                                                                              | |
| 164   | Stone’s Bridge                                       | Stone’s Bridge                                       | 17. Jan. 2017 ID-Nr. 100000527                   | Old Stonebridge Rd. 42° 20′ 20,9″ N, 71° 23′ 41,5″ W | Wayland                                                                               | |
| 165   | Sudbury Aqueduct Linear District                     | weitere Bilder                                       | 18. Jan. 1990 ID-Nr. 89002293                    | 42° 17′ 33″ N, 71° 18′ 44″ W | Sherborn, Natick, Newton                                                              | Erstreckt sich bis nach Wellesley, Needham und Framingham.                                           |
| 166   | Sudbury Center Historic District                     | Sudbury Center Historic District                     | 14. Juli 1976 ID-Nr. 76000277                    | Concord und Old Sudbury Rds. 42° 22′ 53″ N, 71° 24′ 18″ W                                                                                               | Sudbury                                                                               | |
| 167   | Tenney Homestead                                     | Tenney Homestead                                     | 9. März 1990 ID-Nr. 90000181                     | 156 Taylor Rd. 42° 26′ 51″ N, 71° 30′ 52″ W | Stow                                                                                  | |
| 168   | Tewksbury State Hospital                             | Tewksbury State Hospital                             | 21. Jan. 1994 ID-Nr. 93001486                    | 42° 36′ 31″ N, 71° 12′ 43″ W | Tewksbury                                                                             | |
| 169   | Town Diner                                           | Town Diner                                           | 22. Sep. 1999 ID-Nr. 99001127                    | 627 Mount Auburn St. 42° 22′ 15″ N, 71° 9′ 31″ W | Watertown                                                                             | |
| 170   | Trinity Episcopal Church                             | Trinity Episcopal Church                             | 26. Mai 1995 ID-Nr. 95000660                     | 131 W. Emerson St. 42° 27′ 34″ N, 71° 4′ 9″ W | Melrose                                                                               | |
| 171   | Two Brothers Rocks-Dudley Road Historic District     | Two Brothers Rocks-Dudley Road Historic District     | 23. Sep. 2010 ID-Nr. 10000790                    | 42° 31′ 0,1″ N, 71° 17′ 49,9″ W | Bedford und Billerica                                                                 | |
| 172   | Col. Jonathan Tyng House                             | weitere Bilder                                       | 19. Aug. 1977 ID-Nr. 77000188                    | 80 Tyng Rd. 42° 39′ 37″ N, 71° 24′ 28″ W | Tyngsborough                                                                          | Nicht mehr existent.                                                                                 |
| 173   | Phineas Upham House                                  | Phineas Upham House                                  | 9. März 1990 ID-Nr. 90000173                     | 255 Upham St. 42° 26′ 56″ N, 71° 3′ 11″ W | Melrose                                                                               | |
| 174   | US Post Office-Woburn Center Station                 | weitere Bilder                                       | 19. Okt. 1987 ID-Nr. 86003436                    | 1 Abbott St. 42° 28′ 53″ N, 71° 4′ 9″ W | Woburn                                                                                | |
| 175   | Waitt Brick Block                                    | Waitt Brick Block                                    | 12. Nov. 1982 ID-Nr. 82000492                    | 422–424 Main St. 42° 25′ 35″ N, 71° 4′ 5″ W | Malden                                                                                | |
| 176   | Walcott-Whitney House                                | Walcott-Whitney House                                | 9. März 1990 ID-Nr. 90000183                     | 137 Tuttle Ln. 42° 27′ 5″ N, 71° 29′ 10″ W | Stow                                                                                  | |
| 177   | Watertown Arsenal Historic District                  | Watertown Arsenal Historic District                  | 14. Mai 1999 ID-Nr. 99000498                     | Arsenal St. 42° 21′ 44″ N, 71° 9′ 58″ W | Watertown                                                                             | |
| 178   | Old Watertown High School                            | Old Watertown High School                            | 22. Sep. 2006 ID-Nr. 06000860                    | 341 Mount Auburn St. 42° 22′ 8″ N, 71° 10′ 13″ W | Watertown                                                                             | |
| 179   | Wayland Center Historic District                     | Wayland Center Historic District                     | 6. Sep. 1974 ID-Nr. 74000378                     | 42° 21′ 49″ N, 71° 21′ 35″ W | Wayland                                                                               | |
| 180   | Wayside Inn Historic District                        | Wayside Inn Historic District                        | 23. Apr. 1973 ID-Nr. 73000307                    | Old Boston Post Rd. 42° 21′ 28″ N, 71° 28′ 5″ W | Sudbury                                                                               | |
| 181   | West School                                          | West School                                          | 17. Mai 2006 ID-Nr. 06000398                     | 106 Bedford St. 42° 30′ 22,4″ N, 71° 13′ 9,8″ W | Burlington                                                                            | |
| 182   | West Schoolhouse                                     | West Schoolhouse                                     | 21. Feb. 1990 ID-Nr. 90000144                    | 141 Shawsheen Ave. 42° 33′ 22″ N, 71° 11′ 25″ W | Wilmington                                                                            | |
| 183   | Westford Center Historic District                    | Westford Center Historic District                    | 28. Aug. 1998 ID-Nr. 98001105                    | 42° 34′ 50″ N, 71° 26′ 19″ W | Westford                                                                              | |
| 184   | Westford Town Farm                                   | Westford Town Farm                                   | 14. März 2008 ID-Nr. 08000167                    | 35 Town Farm Rd. 42° 35′ 11″ N, 71° 28′ 44″ W | Westford                                                                              | |
| 185   | Westlawn Cemetery                                    | Westlawn Cemetery                                    | 5. Jan. 2005 ID-Nr. 04001433                     | Concord Rd. 42° 34′ 16″ N, 71° 28′ 2″ W | Westford                                                                              | |
| 186   | Weston Aqueduct Linear District                      | weitere Bilder                                       | 18. Jan. 1990 ID-Nr. 89002274                    | 42° 20′ 0″ N, 71° 22′ 32″ W | Wayland                                                                               | Erstreckt sich bis nach Southborough, Framingham und Weston.                                         |
| 187   | Levi Wetherbee Farm                                  | Levi Wetherbee Farm                                  | 12. Dez. 2006 ID-Nr. 06001128                    | 484 Middle Rd. 42° 29′ 26,9″ N, 71° 31′ 23,1″ W | Boxborough                                                                            | |
| 188   | Wilmington Centre Village Historic District          | Wilmington Centre Village Historic District          | 8. Apr. 1992 ID-Nr. 92000246                     | 42° 33′ 22″ N, 71° 9′ 52″ W | Wilmington                                                                            | |
| 189   | Wilson Mill-Old Burlington Road District             | Wilson Mill-Old Burlington Road District             | 18. Aug. 2003 ID-Nr. 03000792                    | Old Burlington Rd. and Wilson Rd. 42° 30′ 4,3″ N, 71° 14′ 46,4″ W                                                                                       | Bedford                                                                               | |
| 190   | Henry Wilson Shoe Shop                               | weitere Bilder                                       | 24. Aug. 2000 ID-Nr. 00000955                    | 181 W. Central St. 42° 16′ 58″ N, 71° 22′ 55″ W | Natick                                                                                | |
| 191   | Winslow School and Littlefield Library               | Winslow School and Littlefield Library               | 7. März 2017 ID-Nr. 100000722                    | 250 & 252 Middlesex Rd. 42° 40′ 39,1″ N, 71° 25′ 29,5″ W                                                                                                | Tyngsborough                                                                          | |
| 192   | Woburn Public Library                                | weitere Bilder                                       | 13. Nov. 1976 ID-Nr. 76000290                    | Pleasant St. 42° 28′ 44″ N, 71° 9′ 18″ W | Woburn                                                                                | |
| 193   | Woods End Road Historic District                     | Woods End Road Historic District                     | 8. Juli 1988 ID-Nr. 88000956                     | 42° 25′ 36″ N, 71° 19′ 41″ W | Lincoln                                                                               | |
| 194   | Wright Cemetery                                      | Wright Cemetery                                      | 6. Dez. 2005 ID-Nr. 05001372                     | Groton Rd. 42° 36′ 32″ N, 71° 28′ 3″ W | Westford                                                                              | |
| 195   | Francis Wyman House                                  | Francis Wyman House                                  | 17. März 1975 ID-Nr. 75000255                    | 56 Francis Wyman St. 42° 31′ 6″ N, 71° 13′ 31″ W | Burlington                                                                            | |

## Ehemalige Einträge
| [ 2 ] | Name                                    | Bild                                    | Eintragsdatum                 | Lage                                                   | Ort       | Beschreibung                                        |
| ----- | --------------------------------------- | --------------------------------------- | ----------------------------- | ------------------------------------------------------ | --------- | --------------------------------------------------- |
| 1     | Allen Crocker Curtis House-Pillar House | Allen Crocker Curtis House-Pillar House | 4. Sep. 1986 ID-Nr. 86001787  | Old Sudbury Road 42° 24′ 4,3″ N, 71° 19′ 58,4″ W       | Lincoln   | Der NRHP-Eintrag wurde am 8. Februar 2024 gelöscht. |
| 2     | Abraham Jaquith House                   |                                         | 14. März 1991 ID-Nr. 90000166 | 161 Concord Rd. 42° 32′ 53″ N, 71° 16′ 50″ W           | Billerica | Der NRHP-Eintrag wurde am 8. Februar 2024 gelöscht. |
| 3     | Old City Hall                           | Old City Hall                           | 8. Okt. 1976 ID-Nr. 76002001  | Main St. / Pleasant St. 42° 25′ 33,6″ N, 71° 4′ 1,9″ W | Malden    | 1857 errichtet, 1979 abgerissen.                    |